# Liza Öhman
Carin Elizabeth Liza Öhman Halldén, känd som Liza Öhman, född 24 december 1951 i Hedvig Eleonora församling, Stockholms stad, död 12 januari 2022 i Örbyhus, var en svensk sångerska och röstskådespelare.

## Biografi
Öhman började som sångerska under det tidiga 1970-talet. Hon medverkade som körsångerska på en mängd studioinspelningar med bland andra Bengt-Arne Wallin, Björn Skifs, Ted Gärdestad och Harpo. Öhman har spelat tillsammans med dansbandet Simons och fram till 2009 körade hon tillsammans med Lennart Sjöholm under den årliga Country Music Christmas Show i Avesta. Öhman deltog också som körsångerska i Abba:s världsturné 1979–1980, där även Tomas Ledin och Birgitta Wollgård körade. 
År 1975 släppte hon albumet Zandra 2 med gruppen Zandra som hon hade tillsammans med Örjan Englund.
Liza Öhmans enda musikalbum som soloartist, Liza Öhman, släpptes 1980. Hit men inte längre blev en hit på Svensktoppen, liksom Håll mej hårt intill dej och Här igen. Från albumet släpptes Hit men inte längre och Rakt över disk som singlar, varav den senare tog sig in på Svenska singellistan. Albumet som helhet nådde plats 47 på Svenska albumlistan. År 1981 släpptes singeln Vi kan börja om. Sången tog sig in på Svensktoppen och på Svenska singellistan.
År 2014 tilldelades hon Svenska musikerförbundets utmärkelse Studioräven. Motiveringen löd: "Liza Öhman har vid sidan av sin egen solokarriär sjungit på ett stort antal svenska artisters inspelningar och är Sveriges mest anlitade och inspelade korist. Med sin unika röstklang, som hon hanterar med stor teknisk och musikalisk finess, lyfter och förstärker hon kören så att den får en särskild klang och lyster. Hennes arbetssätt kännetecknas av ärlighet och uppriktighet och det är omvittnat hur hon skapar trygghet i kören med sin hjälpsamhet och genuina musikalitet".

### Melodifestivalen
Öhman deltog i Melodifestivalen 1980 med bidraget Hit men inte längre och slutade på tredje plats. År 1982 deltog Öhman en andra gång i Melodifestivalen, denna gång med bidraget Hey hi ho, som också det slutade på tredjeplats.
Öhman deltog i kören i Melodifestivalen 1983 och 1985. Hon deltog även i Melodifestivalen 1988 som medlem i gruppen Nilsonettes tillsammans med Sten Nilsson. De blev utslagna efter första omgången och blev oplacerade.

### Film och TV
Öhman hade en mindre roll i filmen P&B 1983. Hon har även verkat som röstskådespelare i Det våras för Smurfan (1981), Smurfarna och den fiffige trollkarlen (1983), Den otroliga vandringen (1993), Lejonkungen (1994) och Pinocchio (nydubb 1995). Hon gjorde även rösten till Sally i Sonic the Hedgehog.

## Privatliv
Liza Öhman var mor till skådespelaren Johan Halldén.

## Diskografi
Album
- 1980 – Liza Öhman

Singlar
- 1980 – Hit men inte längre
- 1980 – Rakt över disk
- 1981 – Vi kan börja om
- 1982 – Hey hi ho